# Accademia di Romania in Roma
Die Accademia di Romania in Roma (rumänisch Școala română din Roma, „Akademie Rumäniens in Rom“) ist eine rumänische Forschungseinrichtung mit Sitz in Rom. Gegründet wurde sie 1920 unter dem Namen Scuola Romena di Roma. Heute ist sie Teil des Rumänischen Kulturinstituts (Institutul Cultural Român).
Auf Initiative des Historikers Nicolae Iorga und des Archäologen Vasile Pârvan beschloss das rumänische Parlament im Jahr 1920, zwei Auslandsinstitute einzurichten: die École roumaine de Fontenay-aux-Roses mit Sitz in Paris und die Scuola Romena di Roma. Im Jahr darauf wies die Stadt Rom Rumänien ein Grundstück zu, um der Einrichtung einen baulichen Rahmen geben zu können. Unter der Leitung des Architekten Petre Antonescu (1873–1965) wurde das Gebäude errichtet und 1933 an der Piazza José de San Martin 1 am Valle Giulia eingeweiht. Bis dahin war die Scuola ab 1922 provisorisch in der Via Emilio de’ Cavalieri untergebracht. Das Patronat über die Einrichtung hatte die Rumänische Akademie.
Nach dem Zweiten Weltkrieg gehörte die Scuola Romena di Roma zu den Gründungsmitgliedern der Unione internazionale degli istituti di archeologia, storia e storia dell’arte in Roma, deren vordringliches Ziel es war, die Bibliotheken der deutschen Institute in Rom und Florenz nach dem Krieg zu verwalten. Im Jahr 1947 wurde die Scuola Romena di Roma auf Beschluss der rumänischen Führung geschlossen und erst 1969 in Teilen als Biblioteca Romena di Roma wiedergeöffnet. Nach dem Sturz Nicolae Ceaușescus im Rahmen der Rumänischen Revolution von 1989 änderte sich der Status der Institution abermals. Nun wurde sie zur Accademia di Romania a Roma.
Das Institut dient neben der Forschung vor allem der Ausbildung des wissenschaftlichen Nachwuchses im Bereich der Geisteswissenschaften, der schönen Künste und der Architektur. Hierfür wird eine begrenzte Anzahl an Stipendien vergeben, die Doktoranden und Postdoktoranden der rumänischen Universitäten zugutekommen. Die Bibliothek umfasst etwa 13.000 Bände.
Als Schriftreihe gibt das Institut seit 1923 – mit einer Unterbrechung von 1945 bis 2000 – die Ephemeris Dacoromana heraus. Von 1925 bis 1939 erschienen außerdem vier Bände einer Reihe Diplomatarium Italicum.

## Direktoren
- Vasile Pârvan (1922–1927)
- George G. Mateescu (1927–1929)
- Emil Panaitescu (1929–1940)
- Dumitru Gazdaru (1940–1941)
- Scarlat Lambrino (1941–1947)
- Zoe Dumitrescu Busulenga (1991–1997)
- Marian Papahagi (1997–1999)
- Dan Eugen Pineta (2001–2008)
- Mihai Bărbulescu (2008–2018)
- Rudolf Dinu (seit 2018)